# لويد برايس (سياسي)
لويد برايس هو دبلوماسي وسياسي أمريكي، ولد في 4 سبتمبر 1851 في فلاشينغ ‏ في الولايات المتحدة، وتوفي في 2 سبتمبر 1917 في مينيولا في الولايات المتحدة. نشط حزبياً في الحزب الديمقراطي. وقد انتخب سفير وانتخب عضو مجلس النواب الأمريكي ‏.